# Sołtysia Kopa
Sołtysia Kopa (niem. Scholzen Koppe, 896 m n.p.m.) – szczyt w polskiej części Gór Orlickich, w Sudetach Środkowych, wznoszący się ponad wsią Graniczna. Zbudowany z łupków łyszczykowych należących do metamorfiku bystrzycko-orlickiego. W skałach wapiennych występują zjawiska krasowe. Niedaleko szczytu przechodzi Droga Orlicka (część Autostrady Sudeckiej), a zalesione zbocza trawersuje Droga ku Szczęściu. Sam wierzchołek szczytu jest niezalesiony, zbocza porastają głównie naturalne lasy liściaste regla dolnego. Na wschodnich zboczach znajduje się kilka wychodni skalnych.

## Szlaki turystyczne
Zachodnim podnóżem Sołtysiej Kopy przechodzi szlak turystyczny:
- z Lewina Kłodzkiego do Zieleńca.